# 2010年南海本田工人罢工事件
2010年南海本田工人罢工事件是发生在2010年5月至6月的中国工人集体行动事件。南海本田是日本本田汽车公司在广东佛山南海投产的汽车零部件厂，罢工期间约有1800名中国工人，工人因不满低薪酬和涨薪制度，在5月17日发起罢工，罢工持续了19日，是当时中国少有的工人集体罢工行动，罢工以工人成功取得加薪500元结束。
南海本田工人罢工事情被认为是2010年夏季罢工潮的代表，标志者中国劳动关系由个别劳动关系向集体劳动关系转型。

## 背景

### 资方
佛山本田汽车零件制造有限公司位于广东佛山南海狮山工业园区，简称为南海本田，是日本汽车企业本田公司在华开设的汽车零部件厂，其生产的零部件输送给本田在华的汽车组装厂。南海本田是日本本田公司在中国的全资子公司，总投资9800万美元，于2007年3月正式投产，是本田在海外建立的第4家可全工序生产自动变速箱的工厂。

### 工人
罢工期间，南海本田共有中国员工1800人，还有100多名日籍员工。罢工行动由中国员工发起，积极参与罢工行动的工人主要是出生于1980年代和1990年代的工人。这些工人认为工资和待遇过低，且远低于日籍员工。罢工发生时，工人称他们月工资为1500元人民币，但日籍员工却有5万元人民币的月薪，另加多种福利。
南海本田的工人中，超过五成是来自全国各地的中专、技校的实习生。实习生来公司后，培训一周即可上岗，实习期在半年至一年半不等，实习生月薪大概800元，没有保险、补贴，但有加班费。工人认为大量使用实习生的方式也制约了他们的涨薪。

### 工资制度和待遇
中国的《最低工资规定》在2004年3月生效，引入了一套全面的最低工资管理办法，最低工资标准会考虑当地就业者及其赡养人口的最低生活费用、城镇居民消费价格指数、职工个人缴纳的社会保险费和住房公积金、当地的平均工资水平、经济发展水平，以及就业状况。省级政府根据这一规定，通过三方协商，确定本地区最低工资水平，省内各市、区和地区被分为3至4组，每组适用不同的最低工资标准/水平。
南海本田工人向《法制晚报》提供的工资清单结构为：本田I级工资=基本工资（675元）＋职能工资（340元）＋全勤补贴（100元）＋生活补贴（65元）＋住房补贴（250元）＋交通补贴（80元）=1510元，扣除养老保险（132元）、医疗保险（41元）、住房公积金（126元），到手的工资为1211元。若每月除去房租250元、吃饭300元、电话费100元、日用品100元、工会费5元，每月仅剩456元。
在罢工发生的2010年5月，佛山市将最低工资标准从770元/月调整为920元/月，但南海本田并没有依法提高基本底薪，而是计划从原有的340元职能工资中，划出一部分纳入底薪，从而使得工人的基本工资达到920元的法定要求，工人实际到手的工资总额不会有提高。
因南海本田工人到手工资仍高于法定标准，所以这一薪酬水平并不违法，但相对当前物价指标，这一工资状况仅能维持最低生活水平。工人则认为最低工资应为基本工资。底薪，薪酬过低和对薪酬调整制度的不满是此次罢工的直接原因。

## 经过

### 罢工开始
2010年5月17日，组装车间部分工人在谈及工资问题时，普遍认为目前工资和待遇过低，于是有上百名工人决定罢工，要求上调基本工资。当日参与罢工的工人约有150人，罢工形式为到厂区操场静坐。第一次罢工静坐在17日中午1时左右结束，南海本田日籍总经理将罢工员工按班分开，收集意见，并承诺一周后给予答复。
17日发起罢工的工人谭国成当时23岁，他先在广州本田工作，后转到南海本田，但工资涨幅微弱，而工作时常需要日夜倒班，工人经常是在疲惫的状态，他发起罢工目标是为了涨薪。他用短信方式传播罢工的消息，并按停了生产线的电闸，一些工人响应罢工，基于流水线作业的形式，整个生产线就此停摆。

### 劳资谈判
在5月20日和21日，劳资双方展开了两次谈判，但均无达成协议。参与谈判的成员是由组装、铸造、齿轮、铝加工、轴物等5个科每科选出了两名工人代表以及各班班长，管理方的谈判人员则包括了总经理在内的四名高管，企业工会人员也到场。20日的第一次谈判中，工人提出了108条意见，涉及工资、工作和生活环境等多个方面，以书面方式交予资方，但当日资方没有给与明确回复。
5月21日，南海本田公布了加薪方案，工厂所有正式员工加薪55元，实习生暂不加薪。工人认为资方没有诚意，敷衍工人。
5月22日中午，有300多名工人在南海本田的篮球场上罢工。而谭国成和另一名带头罢工的工人，则被资方以无正当理由不服从公司命令，违反公司规则为由辞退，辞退的消息更经由广播向全部员工宣布。工人认为资方不可信，因为加薪幅度太小，而且加薪是以生活补贴的形式发放，没有保障，并继续罢工。
24日，南海本田通过广播公布新的工资调整方案：在公司实习满三个月的实习生每月在原有基础上增加477元；一级员工和二级员工基本工资涨200元、生活补贴加35元、伙食补贴加120元。南海本田的总经理称，公司已经妥协，直言“实习生不答应就送回学校，正式工不答应可交辞职报告”。
27日，南海本田工人经过集体商议，向公司总经理山田递交公开信。
这封公开信是一份“员工要求”，合共有六条意见，最核心的四条是：
- 基本工资每月提高800元，工资提升三天内重签劳动合同，年度提升不可少于15%，年终奖、节日奖金不能少于或等于上一年；
- 追加工龄补贴，工龄每增加一年加100元，十年封顶；
- 对罢工员工事后不能解雇、辞退、劝退，前几天因此事件被辞退的员工必须安排复工，并保证不对罢工事件进行追究；
- 重整工会，重新选举工会主席各相关工作人员。

工人提出如果资方不接受任何一条要求，他们都拒绝复工，而加薪800元的要求是考虑到汽配行业的平均薪酬水平。

### 本田生产线停摆
自5月17日到5月28日，南海本田工人一直持续罢工，中间只复工了一天。南海本田工人罢工使得本田在华的四个整车组装厂被迫停产，这些组装厂都依靠南海本田供应零件。
27日，有业内人员向《每日经济新闻》表示，整车生产工厂和零部件厂的全部停产估计将使本田日损失产值达2.4亿元。另外，虽然本田可从在日本的生产工厂临时调来一批零件，但这会增加成本，比如长途运输费用，以及零部件进口关税。

### 暂时复工
5月31日，资方要求罢工工人到饭堂开会，按科分组，分别沟通。参与者包括有南海本田日籍总经理山田，狮山镇总工会人员，狮山镇政府官员和技工学校老师。会议中解释加工资流程，山田承诺事后不会追究任何一个工人责任，不会开除任何一个人。会后管理人员则要求工人回到各自岗位，遭到工人拒绝。
当日，管理人员与工人发生言语争执，工会人员则在场拍摄。其后，工人要求停止拍摄并删除录像，工会人员和工人双方发生肢体冲突。
6月1日，在全国人大代表和广州汽车集团股份有限公司副董事长兼总经理曾庆洪的调解下，南海本田工人选出16位代表，再次与工会代表进行会议。当天晚上，工人开始有条件复工三天，并要求资方在三天内给以满意答复，否则罢工将继续。
6月3日，南海本田罢工工人谈判代表团发出一封公开信，信中呼吁工人团结，避免被资方所分化；要求资方为谈判代表提供开会和咨询员工意见的时间，并协助一线员工大会的召开；谴责南海区总工会和狮山镇总工会没有支持工人维权，反而参与逼迫实习生签署不罢工承诺书，在公开信中分化工人。

### 达成协议
6月4日，南海本田工人选出30名协商代表与资方谈判，曾庆洪和中国人民大学劳资关系研究中心负责人常凯参与谈判作为指导。谈判从当日下午3时持续至晚上10时，会上主要讨论工资问题，也有代表提出要重整工会。
劳资双方最终达成一致协议，工人将加薪500元，包括300元基本工资+66元补贴+134元特别奖，但是特别奖要年底才发，特别奖不和年终奖冲突，年终奖最少还是双薪。相比起5月31日本田汽车声明中的加薪方案，加薪幅度提高至近33%。加薪之后，工人的月工资约是1910元，扣除保险、公积金等支出之外，到手工资在1600元左右，年底将会拿到1608元的特别奖。

## 罢工行动代表
李晓娟是罢工的工人代表，作为罢工行动的公开联系人，在《致全体工人和社会各界的公开信》中署名及公布个人电话号码。罢工后一年，李晓娟到广州南华工商学院劳动关系专业读大学。毕业后，李晓娟曾在关注女工权益的劳工NGO尖椒部落工作，后因家庭原因离职。
5月17日罢工发生时，李晓娟只有19岁，是南海本田生产车间的工人，最初发动罢工的工人代表在罢工的第二个星期被工厂开除，之后李晓娟成为新的工人领袖。在准备与资方谈判时，李晓娟和工人对于《劳动法》和《工会法》等法律制度并不清楚，她主动联系中国人民大学劳动关系研究所所长常凯求助，并且用一天时间收集到全体工人的签名授权，以委托常凯成为工人的“法律顾问”。
在2010年6月3日，南海本田工人发表《致全体工人和社会各界的公开信》，信中落款是佛山市南海区本田零部件制造有限公司罢工工人谈判代表团，同时留下了李晓娟的名字及个人电话作为联系人。作为工人代表的发言人，李晓娟接受过多家媒体的采访，讲述工人的诉求和劳动状况。

## 后续与影响

### 工会改选
罢工期间，南海本田工人提出重整工会的诉求，工人指出企业工会成员都是企业中副科级的中方管理人员，他们连工会成员和人数都不清楚。
罢工结束后，广东省总工会派出巡视员，联同佛山市、南海区和狮山镇工会，组成了一个四级工会联合工作组，对南海本田工会进行重建，在2010年12月11日完成了工会重建的选举。2011年，改选后的工会曾和资方进行过两次工资集体协商，包括提出年终奖发放方案以及2011年度工资增长方案。工资增长方案的集体协商中，有17名工会代表参与，13名一线工人代表旁听，最后达成协议：职工2011年度月工资增长总额611元。
南海本田工会与资方集体协商工资增长方案在2012年和2013年均有持续，但增长额度和幅度均在下降，2013年3月，南海本田工人因不满工资增长方案而再次罢工。社运刊物《全球化监察》指，南海本田工人再一次罢工，揭示重组后工会只是维持协商的角色，无法为工人提出更有力的诉求，并且质疑工会选举中存在多重操控。

### 集体协商典型
中国官方把南海本田工人的劳资谈判评价为广东工资集体协商典型，并在2011年6月25日的全省党工共建创先争优会议上，介绍和推广广南海本田工资集体协商经验，同时强调这一经验的关键是通过重组工会实现工资集体协商。
一名广东省总工会官员事后对媒体表示，南海本田罢工事件由“防卫性罢工”向“争取性罢工”转变，从而创造了工资集体协商成功的第一例。同时，广东省总工会把在南海本田重组工会的经历归纳为工会改革。

### 外资工厂罢工潮
《朝日新闻》报告统计，在南海本田开始罢工的2010年5月中及其后的两个月内，中国至少由43家外资企业工厂发生罢工事件，分析认为南海本田罢工胜利的消息经过手机讯息、互联网的方式，传传播到全国各地的工人群体中，继而引起了各地的罢工行动。这些罢工事件全以资方加薪10%至20%来平息。